# Porphyrodesme sarcanthoides
Porphyrodesme sarcanthoides là một loài thực vật có hoa trong họ Lan. Loài này được (J.J.Sm.) Mahyar miêu tả khoa học đầu tiên năm 1988.